# Judge Dredd: Dredd vs. Death
Judge Dredd: Dredd vs. Death (с англ. — «Судья Дредд: Дредд против Смерти», в официальной российской локализации — «Судья Дредд») — игра в жанре шутер от первого лица, основанная на персонаже судье Дредде из одноимённой серии журнала комиксов 2000 AD. Игра была разработана британской студией Rebellion Developments, которая владеет правами на данный журнал комиксов с 2000 года.

## Игровой процесс
Игра представляет собой шутер от первого лица. Сюжетная кампания состоит из одиннадцати миссий. В игре доступны лёгкий, средний и трудный уровни сложности, а также кооперативный режим.
В игре имеется «счётчик законов», который определяет законность действий игрока. Выполнение задач и арест преступников повышает счётчик законов; нападение на преступников без предварительного требования сдаться приводит к уменьшению счётчика законов. Нападение на других Судей, гражданских лиц и преступников, которые сдались, также уменьшает счётчик, причём в случае их убийства счётчик будет уменьшаться быстрее. Использование зажигательных боеприпасов против людей (даже если они враждебны) сводит счётчик почти на ноль. Если счётчик будет полностью исчерпан, текущий уровень станет непроходимым, а специальный отряд Судей прибудет для того, чтобы убить игрока за его преступления.
После прохождения каждой миссии сюжетной кампании игроку присваивается один из рангов: Кадет, Новичок, Уличный Судья, Старший Судья или Судья Дредд. Прохождение однопользовательских уровней также открывает как минимум одного персонажа или карту для многопользовательской игры, в зависимости от результатов игрока.
В игре также есть аркадный и многопользовательский режимы. В аркадном режиме игрок должен проходить различные испытания, например, убийства на время. За каждую пройденную аркадную миссию на высоком ранге игра награждает игроков чит-кодами. Всего таких миссий 12. В многопользовательском режиме Deathmatch игроки соревнуются либо командами по 3 человека, либо сам каждый за себя. Данный режим доступен только в версии игры для Windows.

## Сюжет
2121 год. Мега-Сити Один — антиутопический мегаполис с населением 800 миллионов человек, каждый из которых — потенциальный преступник. Для поддержания полного порядка в городе работает правоохранительное агентство «Уличные Судьи», которое одновременно выполняет функции полиции, судей, присяжных и палачей. Судья Дредд — самый эффективный правоохранитель города, его уважают все судьи и боятся все преступники.
Судья Кассандра Андерсон из Пси-отдела предчувствует ужасную чуму, которая постигнет город. Дредду поручено следить за любой зацепкой, касающейся видений Андерсон. Позже, во время патрулирования, Дредд сталкивается со стаей одичавших вампиров, нападающих на мирных жителей. Расправившись с ними, Дредд узнаёт, что самолёт с вампирами врезался в тюрьму Никсона, выведя из строя все автоматические системы защиты и спровоцировав тюремный бунт. Дредд отправляется на помощь охране тюрьмы. В возникшем хаосе бесплотным духам Тёмных Судей удаётся сбежать из своих камер. Не найдя никаких зацепок, Дредд возвращается к обычному патрулированию, а Пси-отдел, тем временем, пытается выследить Тёмных Судей. Дредд натыкается на культ, который занимается созданием физических тел для вселения в них духов Тёмных Судей. К тому времени, когда Дредду удается справиться с культом, ритуал уже завершен, и Тёмные Судьи оживают.
Дредда вызывают в соседний торговый центр, где произошла массовая эпидемия зомби. Хотя поначалу судьи считают, что вспышка — дело рук Судьи Смерти, позже выясняется, что и вампиры, и зомби, появившиеся в городе, — это люди, заражённые генетически модифицированным ретровирусом, разработанным доктором Икаром для своего бизнеса по оживлению домашних животных. Дредда посылают арестовать доктора Икара, но доктор Икар вводит себе модифицированную версию своего вируса, после чего, как кажется, падает замертво. В это же время в лаборатории активируется система самоуничтожения, из-за чего Дредд вынужден бежать. Позже Дредду сообщают, что Судья Мортис убивает невинных пациентов в больнице Клуни. Дредд пробирается через больницу и помогает пациентам спастись, после чего загоняет Судью Мортиса в карантинную камеру с дезинфицирующим средством. Затем Дредду сообщают, что Судья Огонь находится в соседнем коптильне. Активировав систему пожаротушения в коптильне, Дредд уничтожает физическую оболочку Судьи Огня, а его дух захватывает команда Пси-отдела.
После этого Судья Смерть обнаруживается в Ресике и убивает большинство находившихся там работников. Дредд сталкивается с Судьёй Смертью и уничтожает его тело, но Смерть убегает в подземный город, прежде чем его дух удается поймать. Дредд пускается в погоню и, в конце концов, находит Судью Страха, охраняющего портал в Мир Мёртвых, где обитают Тёмные Судьи. Дредд расправляется с Судьёй Страхом и успешно захватывает его дух, после чего отправляется через портал в погоню за Судьёй Смертью. В Мире Мёртвых Дредд сражается с зомби, а также с небольшой группой культистов и, в конце концов, добирается до Судьи Смерти. Он завладевает мутировавшим телом доктора Икара, которое было извлечено культом для использования Смертью. Не в силах причинить вред новому телу Судьи Смерти, Дредд освобождает группу Судей Пси-отдела, которых Смерть держал в заложниках, включая Судью Андерсон. Они используют свои силы, чтобы вытащить дух Смерти из тела доктора Икара, но прежде чем его дух удается захватить, он пытается овладеть Судьёй Андерсон. Андерсон удаётся оказать сопротивление, и она заманивает Судью Смерть в свой разум, где он и остаётся заточён навсегда.

## Роман
Гордон Ренни написал новеллизацию «Dredd vs. Death», опубликованную издателем Black Flame, в качестве приквела к игре (октябрь 2003, ISBN 1-84416-061-0). Роман отличается от сюжетной линии игры, так как определенные события, произошедшие в игре с Дреддом, происходят с другими судьями, таким как Судья Гигант и Андерсон. Также заметную роль играет Гален ДеМарко.

## Оценки критиков
| Сводный рейтинг    | Сводный рейтинг | Сводный рейтинг | Сводный рейтинг | Сводный рейтинг |
| Издание            | Оценка          | Оценка          | Оценка          | Оценка          |
| Издание            | GC              | PC              | PS2             | Xbox            |
| ------------------ | --------------- | --------------- | --------------- | --------------- |
| GameRankings       | N/A             | 64,92 %         | 62,09 %         | 61,90 %         |
| Metacritic         | 56/100          | 55/100          | 52/100          | 57/100          |
| Иноязычные издания |                 |                 |                 |                 |
| Издание            | Оценка          | Оценка          | Оценка          | Оценка          |
| Издание            | GC              | PC              | PS2             | Xbox            |
| Edge               | 5/10            | 5/10            | 5/10            | 5/10            |
| Eurogamer          | N/A             | 3/10            | N/A             | N/A             |
| Game Informer      | N/A             | N/A             | N/A             | 6,75/10         |
| GameSpot           | 5,6/10          | 5,6/10          | 5,6/10          | 5,6/10          |
| IGN                | 5/10            | 5/10            | 5/10            | 5/10            |
| Nintendo Power     | 2,5/5           | N/A             | N/A             | N/A             |
| OPM                | N/A             | N/A             | [ 16 ]          | N/A             |
| OXM                | N/A             | N/A             | N/A             | 4,3/10          |
| PC Gamer (US)      | N/A             | 64 %            | N/A             | N/A             |
| Maxim              | 4/10            | 4/10            | 4/10            | 4/10            |

Игра получила «смешанные» отзывы на всех платформах, согласно агрегатору рецензий Metacritic.
Из недостатков большинство критиков выделяли слабый ИИ, тусклую графику, чрезмерно причудливые модели персонажей и упрощённый игровой процесс. Тем не менее, игру похвалили за многопользовательский и аркадный режимы, который содержит более десяти карт и нескольких игровых персонажей, подобных тому, что были в TimeSplitters 2. Аркадный режим был назван более усовершенствованным по сравнению с сюжетной кампанией (IGN написали, что он «добавляет немного остроты к такой бланшированной игре»). IGN также отметили, что «фанаты комиксов наконец-то оценят хорошо переданный стиль первоисточника, но будут удивляться тому, как эта игра могла сделать исходный материал таким же плохим, что и фильм десятилетней давности», негативно сравнивая его с фильмом 1995 года «Судья Дредд».
GameSpot отнёсся к игре более неоднозначно, назвав её «коротким, упрощённым шутером, не стоящим даже своей бюджетной цены» и заключив, что «игра не так уж плоха, но вам лучше дождаться следующей зарплаты, а затем потратиться на любой из гораздо лучших полноценных шутеров, доступных на всех четырёх платформах». Многие журналисты дали первые отзывы об игре примерно за год до того, как она была выпущена в США.